# Rik Wouters

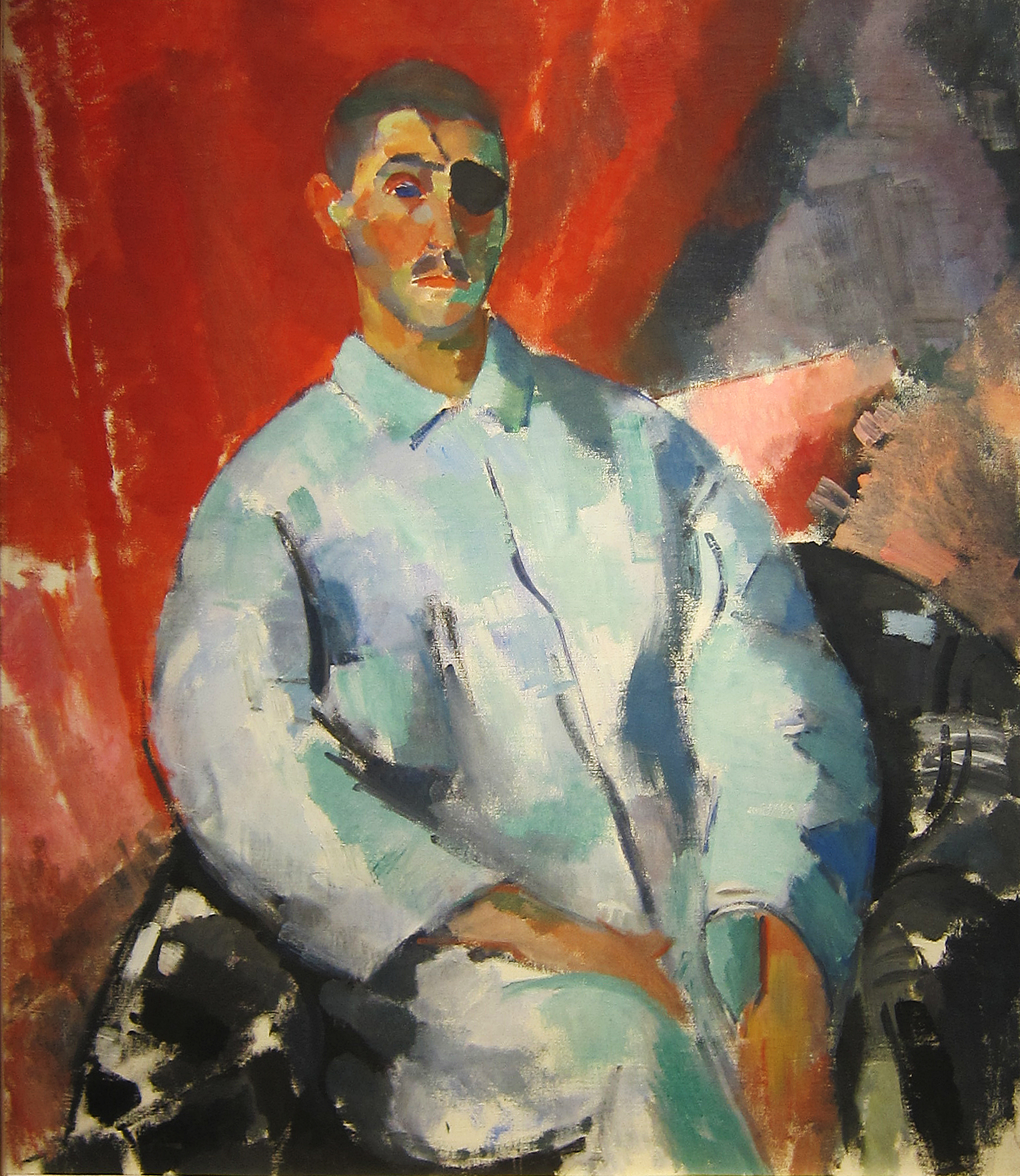
Rik Wouters: Selbstbildnis mit Augenklappe (1915). Koninklijk Museum voor Schone Kunsten, Antwerpen

Hendrik Emil Wouters, genannt Rik (* 21. August 1882 in Mechelen, Belgien; † 11. Juli 1916 in Amsterdam, Niederlande) war ein belgischer Maler, Bildhauer und Zeichner. Er gilt als bedeutender Vertreter des Brabanter Fauvismus und zählt zu den herausragenden Künstlern der belgischen Moderne zu Beginn des 20. Jahrhunderts.

## Leben
Hendrik Emil Wouters wurde 1882 als Sohn eines Ornamentbildhauers in Mechelen geboren. Nach dem frühen Tod seiner Mutter im Jahr 1888 arbeitete er ab seinem zwölften Lebensjahr in der Werkstatt seines Vaters, wo er Holzfiguren und Möbelverzierungen anfertigte. 1897 begann er ein Studium an der Akademie in Mechelen und wechselte 1901 an die Königliche Akademie der Schönen Künste in Brüssel, wo er Bildhauerei bei Charles Van der Stappen studierte. Während seines Studiums lernte er 1902 Hélène Philomène Leonardine Duerinckx, genannt Nel, kennen, die seine Frau und wichtigste Muse werden sollte. Das Paar heiratete 1905 in Amsterdam. Aufgrund finanzieller Schwierigkeiten lebten sie vorübergehend bei Rio Wouters’ Vater in Mechelen und später in Watermael-Boitsfort, wo Nel sich von einer Tuberkuloseerkrankung erholte. 1907 gewann Wouters mit seiner Skulptur Rêverie den zweiten Preis beim Godecharle-Wettbewerb, was ihm ein staatliches Stipendium einbrachte. 1912 schloss er einen Vertrag mit der Galerie Georges Giroux, der ihm finanzielle Sicherheit gab und eine intensive Schaffensphase einleitete. Im selben Jahr reiste er nach Paris. Dort ließ er sich von den Werken von Paul Cézanne, Claude Monet, Pierre-Auguste Renoir und Pierre Matisse inspirieren. Mit dem Ausbruch des Ersten Weltkriegs 1914 wurde Wouters zum Militärdienst eingezogen und geriet in niederländische Kriegsgefangenschaft. Während dieser Zeit verschlechterte sich sein Gesundheitszustand und er erkrankte an Augenkrebs. 1915 wurde er aus gesundheitlichen Gründen entlassen und lebte mit Nel in Amsterdam, wo er trotz zunehmender Krankheit weiter arbeitete. Er verlor ein Auge und starb am 11. Juli 1916 im Alter von 33 Jahren.

## Werk

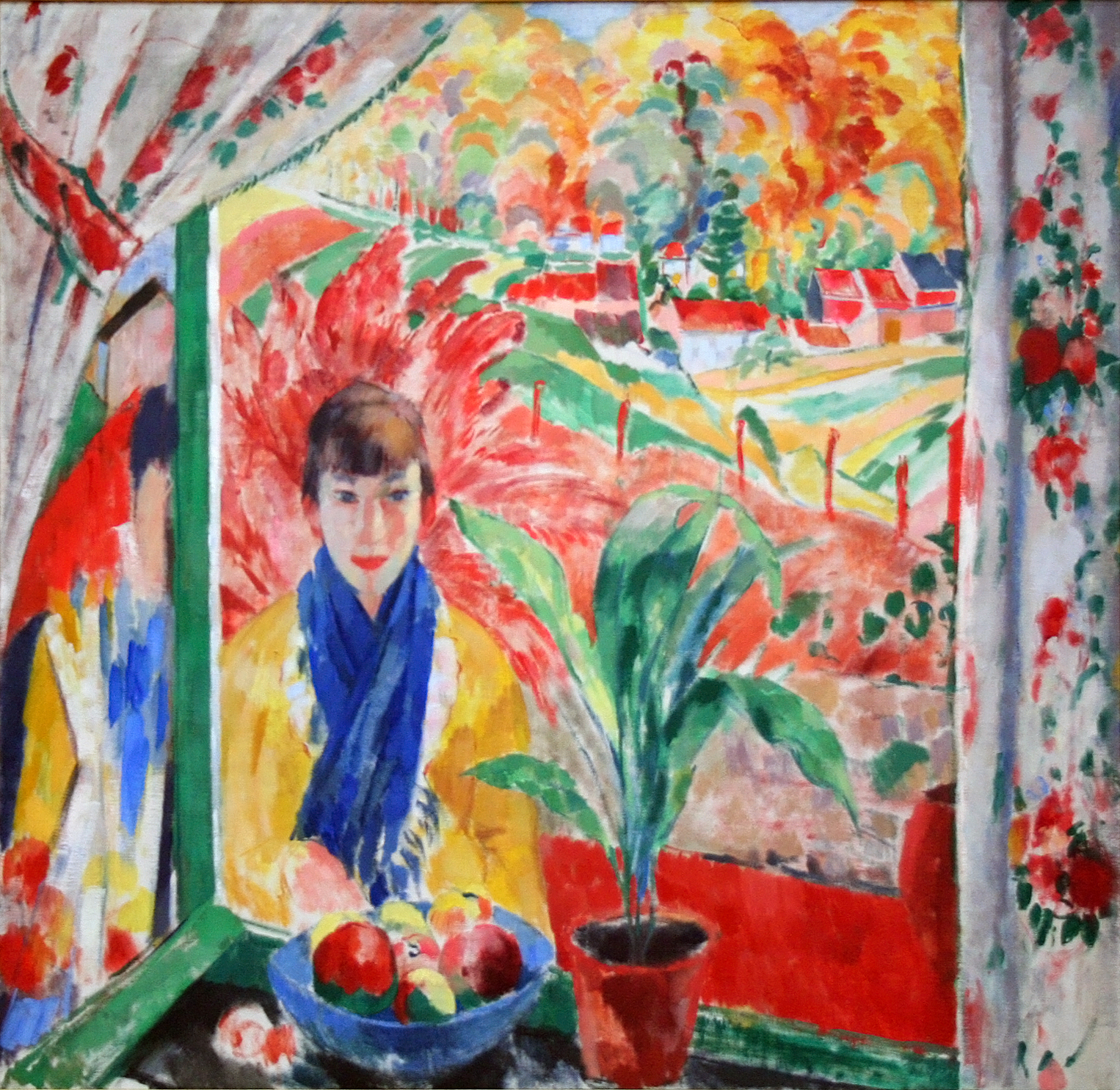
Rik Wouters: Herfst (Herbst), ca. 1913. Koninklijk Museum voor Schone Kunsten, Antwerpen

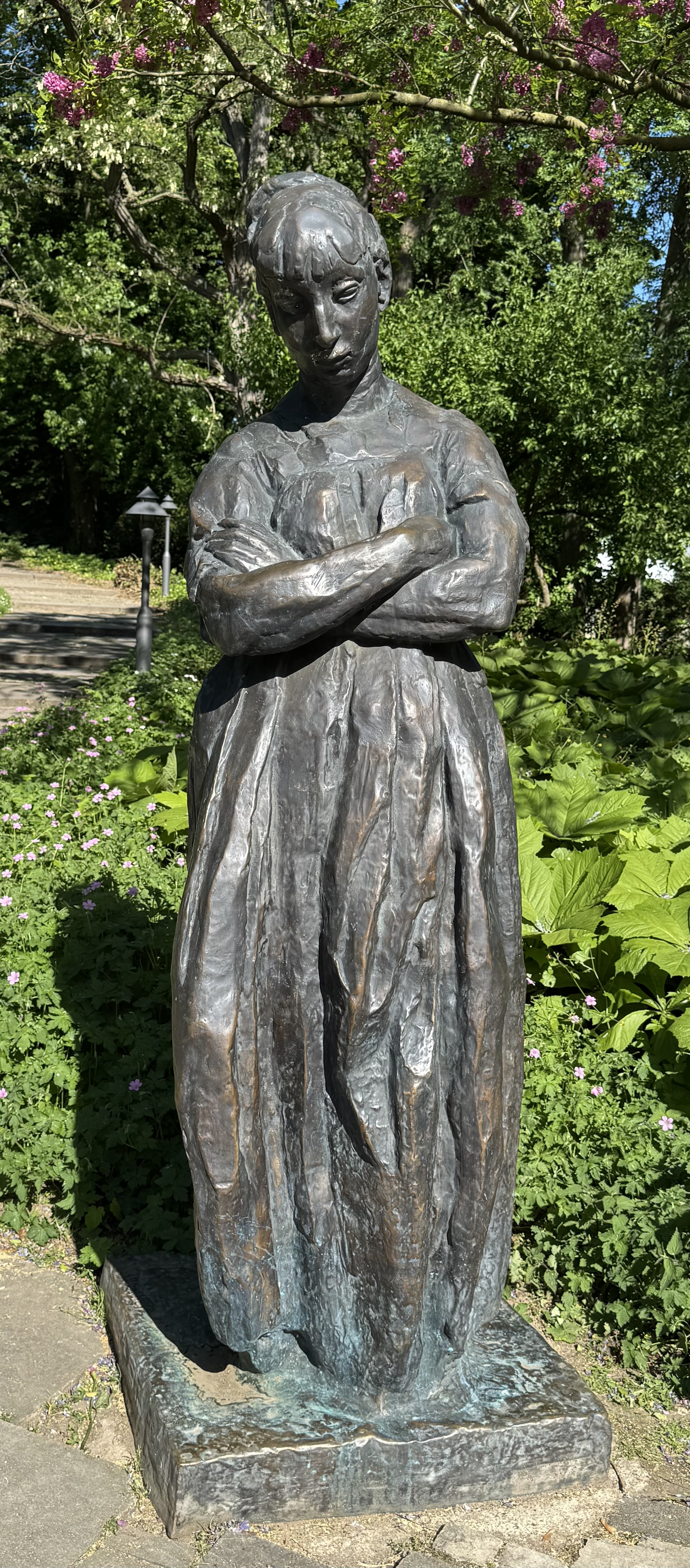
Rik Wouters: Huiselijke zorgen (Häusliche Sorgen, 1914 – Bronzeguss: Kunstgiesserei - Schweitzer, Köln) im Rheinpark Köln

Das Werk von Wouters umfasst rund 200 Gemälde, Zeichnungen und Skulpturen. Ursprünglich vom Impressionismus beeinflusst, entwickelte er seinen eigenen Stil, der sich durch kräftige Farben, dynamische Kompositionen und die Betonung des Lichts auszeichnet. Sein Werk weist Parallelen zu Künstlern wie Henri Matisse und Paul Cézanne auf. Typisch für seinen Stil ist die Verwendung von leuchtenden, ungemischten Farben und das Freilassen von Teilen der Leinwand, was seinen Werken eine besondere Leichtigkeit verleiht. Häufige Motive sind seine Frau Nel, Alltagsszenen und Interieurs. Bekannte Werke sind Frau in Blau (1914), Chrysanthèmes (1915) und Selbstbildnis mit Zigarette (1914). Als Bildhauer schuf er bedeutende Werke wie Het zotte geweld (Das verrückte Mädchen) und Huiselijke zorgen (Häusliche Sorgen), die heute im Skulpturenpark Middelheim in Antwerpen zu sehen sind.

## Museen
Werke von Wouters hängen unter anderem im Königlichen Museum der Schönen Künste in Brüssel und dem
Königlichen Museum der Schönen Künste in Antwerpen

## Filmdokumentation
„Vermächtnis einer Liebenden“. Dokumentation von André Dartevelle. Frankreich 2010. 58 min.